# Gloria Najjuka
Gloria Catherine Najjuka (* 24. August 1988) ist eine ugandische Badmintonspielerin. 

## Karriere
Gloria Najjuka startete 2010 bei den Commonwealth Games. Bei ihren vier Starts in Mannschaft, Damendoppel, Mixed und Dameneinzel schied sie dabei jeweils in der Vorrunde aus. Bei den Kenya International 2007 wurde sie Dritte im Doppel und Dritte im Einzel. Bei den Uganda International 2014 belegte sie Rang drei im Doppel.